# Braciszek (amerykański film 1927)
Braciszek (ang. The Kid Brother) – amerykański niemy film komediowy z 1927 roku. Alternatywny tytuł Niedorostek.

## Obsada
- Harold Lloyd – Harold Hickory
- Jobyna Ralston – Mary Powers
- Walter James – Jim Hickory
- Leo Willis – Leo Hickory
- Olin Francis – Olin Hickory
- Constantine Romanoff – Sandoni
- Eddie Boland – „Flash” Farrell
- Frank Lanning – Sam Hooper
- Ralph Yearsley – Hank Hooper